# 金鵬 (清朝)
金鵬，廣西省桂林府臨桂縣人，清朝政治人物、同進士出身。
光緒十二年（1886年），参加光緒丙戌科殿試，登進士三甲69名。同年五月，著主事分部学习。